# Albóndiga cocida
La albóndiga cocida es un dim sum cantonés popular en Hong Kong, China y la mayoría de los barrios chinos de otros países. La albóndiga se hace con carne de ternera, y usualmente tiene una capa de piel de tofu en la base y se guarnece con algunas verduras como cebolletas. Se sirve con la salsa no china Worcestershire en todo el mundo, que en Hong Kong se conoce como kip zap (喼汁) y es completamente opcional.